# Краснофлотские
Краснофло́тские — группа из семи островов в южной части архипелага Северная Земля (Россия). Административно относятся к Таймырскому Долгано-Ненецкому району Красноярского края.

## География
Состоят из четырёх крупных и трёх более мелких островов, вытянутых в линию с юга на север почти на 18 километров. Самая северная точка островов расположена на расстоянии 15 километров к югу от мыса Свердлова — юго-восточного мыса острова Октябрьской Революции. В 33 километрах к востоку от Краснофлотских островов лежит остров Большевик. Растительности на островах фактически нет. В прибрежных районах наблюдались крупные лежбища моржей.
Состав (с севера на юг):
- малый безымянный остров чуть севернее острова Большого
- Остров Большой — крупнейший остров группы, откуда и название. Имеет неровную вытянутую с юга на север форму длиной 5,1 километр и шириной до 1,4 километра в широкой средней части.
- малый безымянный остров у южного побережья острова Большого
- Средний — находится в самом центре группы. Имеет слегка вытянутую с запада на восток форму длиной 2,25 километра и шириной до 1,4 километра.
- Плоский — небольшой остров овальной формы с узким длинным полуостровом в северо-восточной части. Длина острова немногим менее 1,5 километра, ширина — до 800 метров.
- малый безымянный остров у юго-западного берега острова Плоского
- Гребень — самый южный остров группы. Имеет вытянутую с юго-запада на северо-восток форму длиной 2,2 километра и шириной до 1,1 километра. На острове находится наивысшая точка всей группы — 39 метров.

## История
Острова были впервые обнаружены и нанесены на карту 17 августа 1932 года экспедицией Всесоюзного арктического института на ледоколе «Владимир Русанов». Побывавшая здесь позднее полярная экспедиция Главного гидрографического управления на ледоколе «Таймыр» под руководством А. М. Лаврова повторно изучила острова и составила более детальную карту островов. Советский полярный исследователь Рудольф Самойлович в своих воспоминаниях пишет:
«... При подходе к западному входу в пролив Шокальского мы открыли группу небольших, невысоких островов, получивших впоследствии имя Краснофлотских...»
В центральной части острова Большого у восточного берега расположена полярная станция Острова Краснофлотские, действующая с 1953 года.
В книге Валерия Кравца (полярник, член Русского географического общества) «Розовая Чайка» так описываются Краснофлотские острова:
«В южной части пролива Шокальского, разделяющего два самых крупных острова архипелага Северной земли, вытянулись цепочкой вдоль меридиана четыре крохотных клочка суши из камня и льда. Они носят название Краснофлотские. На одном из них, названном лишь в сравнении с тремя остальными Большим, находится полярная гидрометеорологическая станция ...

## Карта
- Лист карты T-47-XIII,XIV,XV острова Краснофлотские (Северная Земля). Масштаб: 1 : 200 000. Состояние местности на 1957 год.